# Sure to Fall
Sure to Fall (in Love with You) is een nummer dat in 1955 is geschreven door Carl Perkins, Bill Cantrell en Quinton Claunch. In december van dat jaar (dezelfde maand als Blue Suede Shoes) nam Perkins het op. De opname was oorspronkelijk bedoeld om als single te worden uitgebracht met als achterkant Tennessee, als opvolger van Blue Suede Shoes. Er is een testversie van de plaat gemaakt, die aan diskjockeys is uitgedeeld, maar Sun Records, Perkins’ platenmaatschappij, koos uiteindelijk voor Boppin' the Blues.
In 1957 verscheen het nummer voor het eerst op de langspeelplaat Dance Album of Carl Perkins, samen met de geplande achterkant Tennessee.  In 1961 werd de lp opnieuw uitgebracht onder de naam Teen Beat: The Best of Carl Perkins. In de late jaren zeventig verscheen Sure to Fall/Tennessee alsnog op single in de reeks ‘Sun Golden Treasure Series’, als nummer 5. In 1961 was het al op ep verschenen, samen met Blue Suede Shoes, Movie Magg en Gone Gone Gone,
Het nummer staat ook op een aantal verzamelalbums, zoals Original Sun Greatest Hits (1986) en The Complete Sun Singles (2000).

## Versie van the Beatles
The Beatles kenden Sure to Fall van het Dance Album of Carl Perkins, dat in het Verenigd Koninkrijk pas in 1959 verscheen op het label London Records. Als grote fans van Perkins namen ze diverse nummers van de lp op hun repertoire: niet alleen Sure to Fall, maar ook bijvoorbeeld Honey Don't en Everybody's Trying to Be My Baby, die ze later allebei zouden opnemen voor hun album Beatles for Sale.
Ze speelden het nummer bij hun mislukte auditie bij Decca op 1 januari 1962. De bezetting was:
- Paul McCartney, zang en basgitaar
- John Lennon, achtergrondzang en slaggitaar
- George Harrison, sologitaar
- Pete Best, drums

Het nummer zoals ze dat tijdens hun auditie speelden, was jarenlang alleen als bootleg te krijgen. Pas in 2013 verschenen de tien nummers van de auditie die niet eerder op een legale plaat waren uitgegeven, met andere vroege opnamen op een legaal dubbelalbum, I Saw Her Standing There.
The Beatles hebben het nummer viermaal live voor de BBC-radio gespeeld. Eén versie (opgenomen 1 juni, uitgezonden 18 juni 1963) staat op Live at the BBC (1994). Een andere liveversie (opgenomen 3 september, uitgezonden 24 september 1963) staat op het vervolg van dit dubbelalbum, On Air – Live at the BBC Volume 2 uit 2013.

## Andere versies
Ringo Starr, de vroegere drummer van The Beatles, nam het nummer in 1981 op voor zijn album Stop and Smell the Roses. Als producer van het nummer trad Paul McCartney op, die ook basgitaar en piano speelde, terwijl Linda McCartney als achtergrondzangeres optrad. Het nummer staat ook op het verzamelalbum Starr Struck: Best of Ringo Starr, Vol. 2.
The Fourmost nam het nummer op voor zijn eerste en enige lp First and Fourmost uit 1965.